# Deutscher Volkskongress

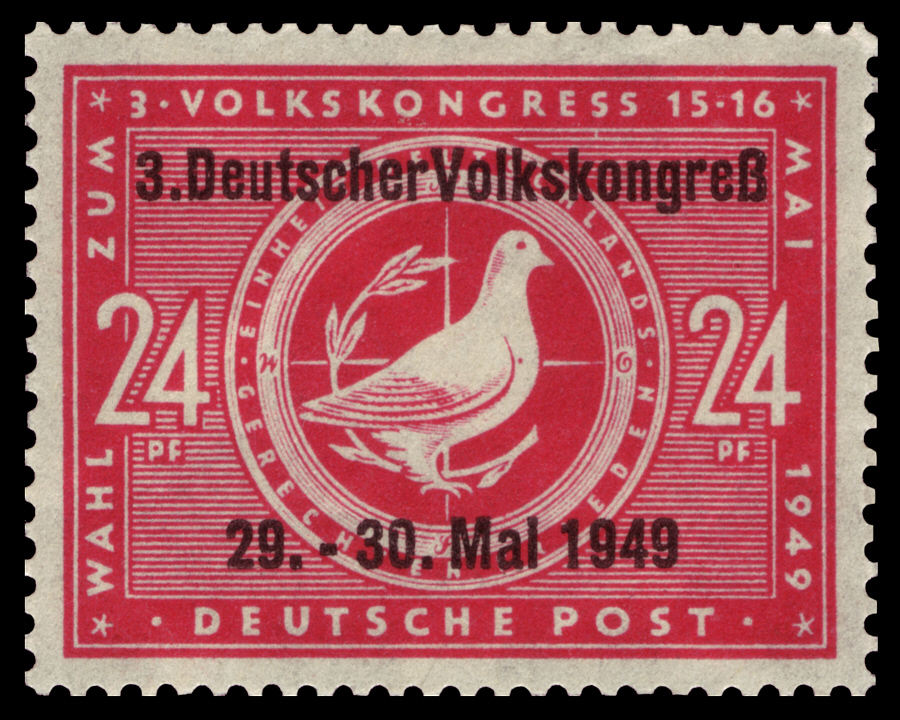
Sonderbriefmarke zur Tagung des 3. Volkskongresses (Sowjetische Besatzungszone 1949)

Der Deutsche Volkskongress war ein Gremium, das erstmals am 6. Dezember 1947 zusammentrat. Die Initiative ging von der SED aus; es nahmen Parteien und Organisationen des Antifaschistisch-demokratischen Blocks in der Sowjetischen Besatzungszone sowie einzelne Delegierte aus den Westzonen teil. Die wichtigste Forderung des Deutschen Volkskongresses war die nach einer zentralen deutschen Regierung. Die SED stellte ihren gesamtdeutschen Anspruch auf den insgesamt drei Volkskongressen dar.
Anlass war die Londoner Außenministerkonferenz im November/Dezember 1947. Dort hatten Differenzen zwischen den Westmächten und der Sowjetunion zu einem Abbruch am 15. Dezember geführt.

## Zeithistorischer Hintergrund
Nach dem Zweiten Weltkrieg wurde die Zusammenarbeit der vier Hauptsiegermächte bald durch den Ost-West-Gegensatz überlagert. Der wachsende Kalte Krieg zwischen der Sowjetunion und den Westmächten, etwa im Nahen Osten und in Asien, sowie die sowjetische Politik, Satellitenstaaten aufzubauen (den sogenannten Ostblock), führte zu Misstrauen der Westmächte auch in Bezug auf die sowjetische Politik in Deutschland.
Forderungen der USA im Alliierten Kontrollrat, die wirtschaftliche Einheit Deutschlands zu bewahren, wurden im Juli 1946 von der UdSSR als Versuch der Einflussnahme zurückgewiesen. Die Vier-Mächte-Verwaltung über ganz Deutschland endete spätestens mit der letzten Tagung des Kontrollrates am 20. März 1948.
Die Londoner Sechsmächtekonferenz hatte in der ersten Hälfte 1948 Prinzipien für die Errichtung eines demokratischen deutschen Teilstaates festgelegt, die Frankfurter Dokumente. Während in den drei westlichen Zonen der Wiederaufbau der Demokratie erfolgte, ging in der Sowjetischen Besatzungszone die zunehmende Gleichschaltung der in den halbfreien Landtagswahlen in der SBZ 1946 gewählten demokratischen Institutionen vonstatten. Da frei gewählte Regierungen in den sowjetzonalen Ländern nicht erreichbar waren, fassten die Ministerpräsidenten im Westen in der Rittersturz-Konferenz die Koblenzer Beschlüsse, nach denen ein demokratischer westdeutscher Teilstaat als Provisorium bis zur Wiederherstellung der deutschen Einheit in Freiheit gegründet werden solle.

## Volkskongressbewegung
Die Volkskongressbewegung wurde auf Initiative der Sozialistischen Einheitspartei Deutschlands (SED) am 26. November 1947 gegründet und diente ihr als deutschlandpolitisches Forum zunächst dafür, auch bürgerliche Kreise in plebiszitäre Elemente einer Volksvertretung zu integrieren. Zudem nutzte sie die SED zur Einbindung von Parteien, Massenorganisationen, kulturellen Vereinigungen und Einzelpersonen für die Durchsetzung ihrer politischen Vorstellungen.
Aus der Bewegung gingen die Deutschen Volkskongresse hervor, deren erster am 6./7. Dezember 1947 aus 2000 Delegierten aller Besatzungszonen zusammengesetzt war. Nach Kritiken und Widerständen gegen diese SED-Initiative von Seiten der CDU und der Absetzung ihrer Vorsitzenden Jakob Kaiser und Ernst Lemmer durch die Sowjetische Militäradministration in Deutschland (SMAD) verboten die westlichen Besatzungsmächte die Mobilisierung für die Volkskongresse in der Trizone.

### Gewerkschaft FDGB
Der Freie Deutsche Gewerkschaftsbund (FDGB) hatte von Beginn an für die Konstituierung und die Inhalte der Volkskongressbewegung mobilisiert. Vom BuV wurden entsprechend der Verteilungsliste Vertreter für den Volksrat bestimmt. Wichtige Beschlüsse des Volksrates wurden vom FDGB in seiner Kampagnenarbeit antizipiert und damit die Verabschiedung und Umsetzung der Beschlüsse propagandistisch vorbereitet.

## Erster Deutscher Volkskongress

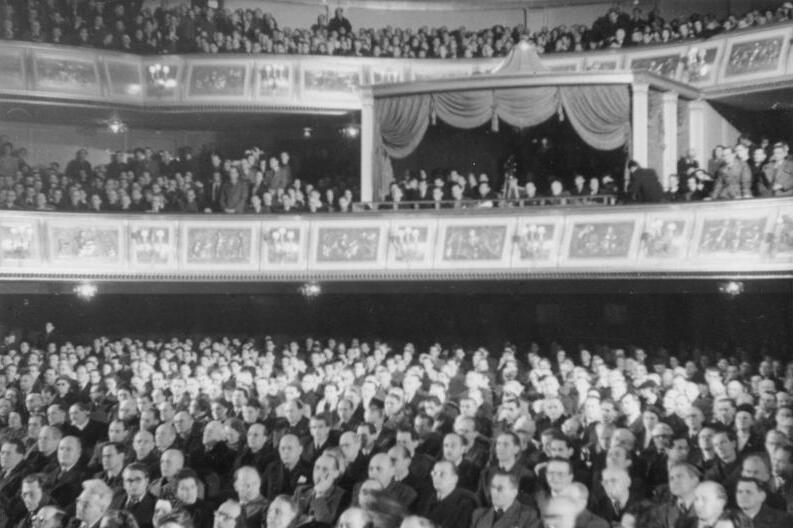
Die Teilnehmer auf den Zuschauerplätzen im Admiralspalast in Berlin, 1947

Der Erste Deutsche Volkskongress für Einheit und gerechten Frieden ging auf die Initiative der SED zurück. Sie ließ Delegierte aus Parteien und Massenorganisationen bestimmen, die überwiegend aus der Sowjetischen Besatzungszone kamen. Nur ein geringer Teil stammte aus den Westzonen. Diese Vertreter kamen am 6. und 7. Dezember 1947 in Berlin zusammen.
Die Teilnahme am Volkskongress war unter den Parteien in der SBZ stark umstritten. Die Verweigerung der CDU zur Teilnahme war einer der Gründe, die zur Entlassung Jakob Kaisers als CDU-Vorsitzender durch die SMAD führten. Unter starkem Druck der Besatzungsmacht und gegen den Willen der Mehrzahl der Landesverbände entschied sich die Liberal-Demokratische Partei Deutschlands (LDPD) für eine Teilnahme. Entscheidender Kritikpunkt war, dass der Kongress nicht gemäß den Wahlergebnissen zusammengesetzt sein sollte. Durch die Einbeziehung der Massenorganisationen war eine höhere Verteilung von Mitgliedern der SED, die meist auch Mitglied von Massenorganisationen waren, von vornherein möglich. Im Kongress ergab sich damit folgende Verteilung:
| Organisation                            | Mandate |
| --------------------------------------- | ------- |
| SED (Osten)/KPD (nur Westen und Berlin) | 849     |
| LDP                                     | 253     |
| CDU                                     | 219     |
| SPD (nur Westen)                        | 91      |
| Parteilose                              | 373     |
| Massenorganisationen                    | 440     |

Nach Schätzungen von Erich Gniffke waren bedingt durch die Parteizugehörigkeit der meisten Mitglieder der Massenorganisationen zur SED 62 Prozent der Teilnehmer Mitglied der SED und weitere 10 Prozent Mitglied der KPD. Auch wenn diese Schätzungen im Widerspruch zu den offiziellen Zahlen (siehe Tabelle) stehen, ist klar, dass die SED eine klare Mehrheit im Volkskongress hatte.
Themen waren die Ablehnung der geplanten Errichtung eines westdeutschen Teilstaates und die Kritik an der amerikanisch-britischen Besatzungspolitik. Man diskutierte über die Vorbereitung eines Friedensvertrags sowie eine gesamtdeutsche Regierung „aus Vertretern aller demokratischen Parteien“. Dabei lehnte sich der Kongress sehr an die sowjetische Deutschlandpolitik an und unterstützte diese. Dies ist der Grund dafür, dass diese Bewegung von der sowjetischen Militäradministration gebilligt und von der SED unterstützt wurde.
Der Kongress bestimmte eine 17-köpfige Delegation, die auf der Londoner Außenministerkonferenz (November–Dezember 1947) die Positionen des Kongresses vertreten sollte. Die Außenminister sahen jedoch keine Legitimation dieser Delegation und empfingen sie nicht.

## Zweiter Deutscher Volkskongress
Der Zweite Deutsche Volkskongress tagte am 17./18. März 1948. Der Termin wurde mit dem 18. März auf den 100. Jahrestag der Märzrevolution 1848 in Berlin gelegt. An dem Volkskongress nahmen 1898 Delegierte teil, darunter 512 aus den Westzonen. Es wurde die Ablehnung des Marshallplans, die Anerkennung der Oder-Neiße-Grenze und ein Volksbegehren zur deutschen Einheit beschlossen, das vom 23. Mai bis 13. Juni 1948 stattfand. Er gab das Presseorgan Deutschlands Stimme heraus.
Weiterhin wurde der Erste Deutsche Volksrat gewählt, der 400 Mitglieder umfasste, von denen 100 aus Westdeutschland kamen. Es wurde ein Verfassungsausschuss gebildet, der unter der Leitung Otto Grotewohls stand und einen Entwurf einer Verfassung der Deutschen Demokratischen Republik ausarbeiten sollte.

## Dritter Deutscher Volkskongress

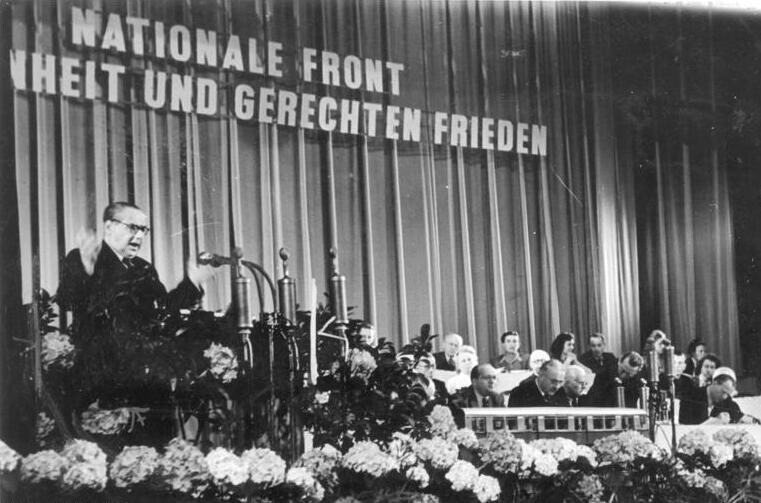
Hermann Kastner beim III. Deutschen Volkskongress im Admiralspalast in Berlin, 1949

Der Dritte Deutsche Volkskongress wurde von der Bevölkerung der Sowjetischen Besatzungszone am 15. und 16. Mai 1949 durch eine „Abstimmung“ bestätigt. Die Scheinwahl zum Volkskongress bestand in der Zustimmung (ja) beziehungsweise Ablehnung (nein) folgender Aussage:

„Ich bin für die Einheit Deutschlands und einen gerechten Friedensvertrag. Ich stimme darum für die nachstehende Kandidatenliste zum Dritten Deutschen Volkskongreß.“

Mehr als vier Millionen der etwa 13,5 Millionen Stimmberechtigten haben Nein angekreuzt. Über die Zustimmung (offiziell etwa 66 Prozent der Stimmen) bestehen bis heute berechtigte Zweifel, da etwa eine Million nicht ausgefüllte Stimmzettel als Zustimmung gewertet wurden.
Am 29. zum 30. Mai 1949 tagte der III. Deutsche Volkskongress in Berlin. 1400 Delegierte kamen aus der Sowjetischen Besatzungszone, 610 aus den Westzonen (Trizone), die sich am 23. Mai als Bundesrepublik konstituiert hatte. Der Entwurf einer Verfassung, den der Verfassungsausschuss des Deutschen Volksrats ausgearbeitet hatte, wurde am 30. Mai bei einer Gegenstimme angenommen sowie der Zweite Deutsche Volksrat gewählt. Der Volksrat konstituierte sich unter dem Eindruck der Gründung der Bundesrepublik Deutschland (23. Mai 1949) als Provisorische Volkskammer taggleich mit der am 7. Oktober 1949 neu gegründeten DDR.
Der Zweite Deutsche Volksrat setzte als provisorische Volkskammer die von ihm zuvor bestätigte Verfassung der DDR in Kraft. Die Volkskongressbewegung ging dann in der 1950 zur ersten Volkskammerwahl gebildeten Nationalen Front auf. Die bereits bei der Wahl zum Dritten Volkskongress praktizierte Wahl einer Einheitsliste wurde in das Wahlrecht der DDR übernommen.